# Mistrzostwa Polski w rugby 7 kobiet (2022/2023)
Mistrzostwa Polski w rugby 7 kobiet (2022/2023) – rozgrywki drużyn rugby 7, mające na celu wyłonienie najlepszej kobiecej drużyny w Polsce w sezonie 2022/2023, organizowane przez Polski Związek Rugby; siedemnasta edycja Mistrzostw Polski w rugby 7 kobiet. Mistrzostwa były rozgrywane w formie serii turniejów, a mistrzyniami Polski zostały Biało-Zielone Ladies Gdańsk, które wygrały wszystkie turnieje i zdobyły tytuł po raz trzynasty z rzędu. Srebrny medal wywalczyła Legia Warszawa, a brązowy Black Roses Posnania Poznań. 

## System rozgrywek
Mistrzostwa zaplanowano w formie serii turniejów. O mistrzostwie decydowała łączna liczba punktów przyznawanych w poszczególnych turniejach na podstawie klasyfikacji uczestniczących w nich drużyn. 
Drużyny uczestniczące w mistrzostwach dzielone były na ligi: ekstraligę, I ligę i w razie konieczności II ligę. Ligi liczyły po cztery zespoły z wyjątkiem najniższej, która mogła liczyć od trzech do siedmiu zespołów (stosownie do liczby drużyn zgłoszonych do turnieju). W poszczególnych turniejach uczestniczyły zespoły wszystkich lig, natomiast rozgrywały one spotkania tylko w ramach swojej ligi. W pierwszej fazie turnieju drużyny z danej ligi rozgrywały ze sobą mecze w systemie „każdy z każdym” (z wyjątkiem przypadków, gdy w lidze mogło być sześć lub siedem zespołów – wówczas dzielone są one na grupy). Za zwycięstwo w meczu drużyna otrzymywała 3 punkty, za remis 2 punkty, a za porażkę 1 punkt. W przypadku równej liczby punktów turniejowych o kolejności w tabeli ligi miały decydować kolejno: lepszy bilans punktów meczowych, większa liczba zdobytych punktów meczowych, wyższa lokata w poprzednim turnieju. W drugiej fazie każdego turnieju rozgrywane były mecze decydujące o końcowej klasyfikacji: pierwsza drużyna z poprzedniej fazy grała z drugą o pierwsze miejsce, trzecia z czwartą o trzecie miejsce itd. Drużyny, które zajęły ostatnie miejsce w danym turnieju w danej lidze spadały poziom niżej, natomiast drużyny z pierwszego miejsca awansowały poziom wyżej (jednak dwie drużyny tego samego klubu nie mogły grać na tym samym poziomie). Spadki i awanse następowały po każdym turnieju. W przypadku nieprzystąpienia zespołu do turnieju, miał on być automatycznie degradowany o poziom niżej oraz karany odjęciem sześciu punktów turniejowych. 
W klasyfikacji turniejowej drużyny z ekstraligi zajmowały miejsca od pierwszego do czwartego, drużyny z pozostałych lig – kolejne od piątego. Drużyna, która zajęła pierwsze miejsce, otrzymywała do klasyfikacji ogólnej 30 punktów, a każda kolejna o dwa punkty mniej. W przypadku równej liczby punktów na koniec sezonu o wyższym miejscu w końcowej klasyfikacji miała decydować większa liczba turniejów, w których drużyna brała udział, a następnie wyższe miejsce w ostatnim turnieju.
Nowinką w regulaminie było wprowadzenie obowiązku przeprowadzania internetowej transmisji z turnieju (co najmniej z fazy play-off).

## Przebieg rozgrywek

### Pierwszy turniej
Pierwszy turniej mistrzostw rozegrano 24 września 2022 w Gdyni. Wzięło w nim udział 11 drużyn. Zwycięzcą zostały Biało-Zielone Ladies Gdańsk. Za najlepszą zawodniczkę turnieju uznano reprezentantkę zwyciężczyń Martynę Wardaszkę. W finale Biało-Zielone pokonały Legię Warszawa 24:7, a w meczu o trzecie miejsce Black Roses Posnania zwyciężyła AZS AWF Warszawa 43:0.
Końcowa klasyfikacja turnieju:
| Pozycja    | Drużyna                     | Liczba punktów do klasyfikacji | Uwagi               |
| Ekstraliga | Ekstraliga                  | Ekstraliga                     | Ekstraliga          |
| ---------- | --------------------------- | ------------------------------ | ------------------- |
| 1.         | Biało-Zielone Ladies Gdańsk | 30                             |                     |
| 2.         | Legia Warszawa              | 28                             |                     |
| 3.         | Black Roses Posnania Poznań | 26                             |                     |
| 4.         | AZS AWF Warszawa            | 24                             | spadek do I ligi    |
| I liga     |                             |                                |                     |
| 5.         | Diablice Ruda Śląska        | 22                             | awans do ekstraligi |
| 6.         | Legia II Warszawa           | 20                             |                     |
| 7.         | KS Budowlani Łódź           | 18                             |                     |
| 8.         | Venol Atomówki Łódź         | 16                             | spadek do II ligi   |
| II liga    |                             |                                |                     |
| 9.         | Rugby Kraków                | 14                             | awans do I ligi     |
| 10.        | Arka Gdynia (rugby)         | 12                             |                     |
| 11.        | Alfa Bydgoszcz              | 10                             |                     |

### Drugi turniej
Drugi turniej mistrzostw rozegrano 8 października 2022 w Warszawie. Wzięło w nim udział 12 drużyn. Zwycięzcą zostały Biało-Zielone Ladies Gdańsk. Za najlepszą zawodniczkę turnieju uznano reprezentantkę zwyciężczyń Julię Druzgałę. W finale Biało-Zielone pokonały Legię Warszawa 29:7, a w meczu o trzecie miejsce Black Roses Posnania zwyciężyła Diablice Ruda Śląska 35:7.
Końcowa klasyfikacja turnieju:
| Pozycja    | Drużyna                     | Liczba punktów do klasyfikacji | Uwagi               |
| Ekstraliga | Ekstraliga                  | Ekstraliga                     | Ekstraliga          |
| ---------- | --------------------------- | ------------------------------ | ------------------- |
| 1.         | Biało-Zielone Ladies Gdańsk | 30                             |                     |
| 2.         | Legia Warszawa              | 28                             |                     |
| 3.         | Black Roses Posnania Poznań | 26                             |                     |
| 4.         | Diablice Ruda Śląska        | 24                             | spadek do I ligi    |
| I liga     |                             |                                |                     |
| 5.         | Legia II Warszawa           | 22                             |                     |
| 6.         | Rugby Kraków                | 20                             | awans do ekstraligi |
| 7.         | KS Budowlani Łódź           | 18                             |                     |
| 8.         | AZS AWF Warszawa            | 16                             | spadek do II ligi   |
| II liga    |                             |                                |                     |
| 9.         | Arka Gdynia (rugby)         | 14                             | awans do I ligi     |
| 10.        | Venol Atomówki Łódź         | 12                             |                     |
| 11.        | Amazonki Budowlani Lublin   | 10                             |                     |
| 12.        | Alfa Bydgoszcz              | 8                              |                     |

### Trzeci turniej
Trzeci turniej mistrzostw rozegrano 29 października 2022 w Łodzi. Wzięło w nim udział 12 drużyn. Zwycięzcą zostały Biało-Zielone Ladies Gdańsk. Za najlepszą zawodniczkę turnieju uznano reprezentantkę zwyciężczyń Natalię Pamiętę. W finale Biało-Zielone pokonały Legię Warszawa 22:17, a w meczu o trzecie miejsce Bestie Kraków zwyciężyły Black Roses Posnanię 12:10.
Końcowa klasyfikacja turnieju:
| Pozycja    | Drużyna                     | Liczba punktów do klasyfikacji | Uwagi               |
| Ekstraliga | Ekstraliga                  | Ekstraliga                     | Ekstraliga          |
| ---------- | --------------------------- | ------------------------------ | ------------------- |
| 1.         | Biało-Zielone Ladies Gdańsk | 30                             |                     |
| 2.         | Legia Warszawa              | 28                             |                     |
| 3.         | Rugby Kraków                | 26                             |                     |
| 4.         | Black Roses Posnania Poznań | 24                             | spadek do I ligi    |
| I liga     |                             |                                |                     |
| 5.         | Legia II Warszawa           | 22                             |                     |
| 6.         | Diablice Ruda Śląska        | 20                             | awans do ekstraligi |
| 7.         | KS Budowlani Łódź           | 18                             |                     |
| 8.         | Arka Gdynia (rugby)         | 16                             | spadek do II ligi   |
| II liga    |                             |                                |                     |
| 9.         | AZS AWF Warszawa            | 14                             | awans do I ligi     |
| 10.        | Venol Atomówki Łódź         | 12                             |                     |
| 11.        | Alfa Bydgoszcz              | 10                             |                     |
| 12.        | Amazonki Budowlani Lublin   | 8                              |                     |

### Czwarty turniej
Czwarty turniej mistrzostw rozegrano 5 listopada 2022 w Rudzie Śląskiej. Wzięło w nim udział 11 drużyn. Zwycięzcą zostały Biało-Zielone Ladies Gdańsk. Za najlepszą zawodniczkę turnieju uznano reprezentantkę zwyciężczyń Aleksandrę Leśniak. W finale Biało-Zielone pokonały Legię Warszawa 20:7, a w meczu o trzecie miejsce Diablice Ruda Śląska zwyciężyły Bestie Kraków 17:12.
Końcowa klasyfikacja turnieju:
| Pozycja    | Drużyna                     | Liczba punktów do klasyfikacji | Uwagi               |
| Ekstraliga | Ekstraliga                  | Ekstraliga                     | Ekstraliga          |
| ---------- | --------------------------- | ------------------------------ | ------------------- |
| 1.         | Biało-Zielone Ladies Gdańsk | 30                             |                     |
| 2.         | Legia Warszawa              | 28                             |                     |
| 3.         | Diablice Ruda Śląska        | 26                             |                     |
| 4.         | Rugby Kraków                | 24                             | spadek do I ligi    |
| I liga     |                             |                                |                     |
| 5.         | Legia II Warszawa           | 22                             |                     |
| 6.         | KS Budowlani Łódź           | 20                             | awans do ekstraligi |
| 7.         | Black Roses Posnania Poznań | 18                             |                     |
| 8.         | AZS AWF Warszawa            | 16                             | spadek do II ligi   |
| II liga    |                             |                                |                     |
| 9.         | Arka Gdynia (rugby)         | 14                             | awans do I ligi     |
| 10.        | Venol Atomówki Łódź         | 12                             |                     |
| 11.        | Alfa Bydgoszcz              | 10                             |                     |

### Piąty turniej
Piąty turniej mistrzostw rozegrano 25 marca 2023 w Rudzie Śląskiej. Wzięło w nim udział 12 drużyn. Zwycięzcą zostały Biało-Zielone Ladies Gdańsk. Za najlepszą zawodniczkę turnieju uznano reprezentantkę zwyciężczyń Annę Klichowską. W finale Biało-Zielone pokonały Legię Warszawa 29:7, a w meczu o trzecie miejsce KS Budowlani Łódź zwyciężyły Diablice Ruda Śląska 24:15.
Końcowa klasyfikacja turnieju:
| Pozycja    | Drużyna                     | Liczba punktów do klasyfikacji | Uwagi               |
| Ekstraliga | Ekstraliga                  | Ekstraliga                     | Ekstraliga          |
| ---------- | --------------------------- | ------------------------------ | ------------------- |
| 1.         | Biało-Zielone Ladies Gdańsk | 30                             |                     |
| 2.         | Legia Warszawa              | 28                             |                     |
| 3.         | KS Budowlani Łódź           | 26                             |                     |
| 4.         | Diablice Ruda Śląska        | 24                             | spadek do I ligi    |
| I liga     |                             |                                |                     |
| 5.         | Legia II Warszawa           | 22                             |                     |
| 6.         | Black Roses Posnania Poznań | 20                             | awans do ekstraligi |
| 7.         | Rugby Kraków                | 18                             |                     |
| 8.         | Arka Gdynia (rugby)         | 16                             | spadek do II ligi   |
| II liga    |                             |                                |                     |
| 9.         | AZS AWF Warszawa            | 14                             | awans do I ligi     |
| 10.        | Venol Atomówki Łódź         | 12                             |                     |
| 11.        | Alfa Bydgoszcz              | 10                             |                     |
| 12.        | Amazonki Budowlani Lublin   | 8                              |                     |

### Szósty turniej
Szósty turniej mistrzostw rozegrano 1 kwietnia 2023 w Lublinie. Wzięło w nim udział 13 drużyn. Zwycięzcą zostały Biało-Zielone Ladies Gdańsk. Za najlepszą zawodniczkę turnieju uznano reprezentantkę zwyciężczyń Natalię Pamiętę. W finale Biało-Zielone pokonały Legię Warszawa 36:0, a w meczu o trzecie miejsce Black Roses Posnania Poznań zwyciężyły KS Budowlani Łódź 27:5.
Końcowa klasyfikacja turnieju:
| Pozycja    | Drużyna                     | Liczba punktów do klasyfikacji | Uwagi               |
| Ekstraliga | Ekstraliga                  | Ekstraliga                     | Ekstraliga          |
| ---------- | --------------------------- | ------------------------------ | ------------------- |
| 1.         | Biało-Zielone Ladies Gdańsk | 30                             |                     |
| 2.         | Legia Warszawa              | 28                             |                     |
| 3.         | Black Roses Posnania Poznań | 26                             |                     |
| 4.         | KS Budowlani Łódź           | 24                             | spadek do I ligi    |
| I liga     |                             |                                |                     |
| 5.         | Legia II Warszawa           | 22                             |                     |
| 6.         | Diablice Ruda Śląska        | 20                             | awans do ekstraligi |
| 7.         | Rugby Kraków                | 18                             |                     |
| 8.         | AZS AWF Warszawa            | 16                             | spadek do II ligi   |
| II liga    |                             |                                |                     |
| 9.         | Venol Atomówki Łódź         | 14                             | awans do I ligi     |
| 10.        | Arka Gdynia (rugby)         | 12                             |                     |
| 11.        | Alfa Bydgoszcz              | 10                             |                     |
| 12.        | Amazonki Budowlani Lublin   | 8                              |                     |
| 13.        | AZS AWF II Warszawa         | 6                              |                     |

### Siódmy turniej
Siódmy turniej mistrzostw rozegrano 15 kwietnia 2023 w Gdańsku. Wzięło w nim udział 12 drużyn. Zwycięzcą zostały Biało-Zielone Ladies Gdańsk. W finale Biało-Zielone pokonały Legię Warszawa 10:5, a w meczu o trzecie miejsce Black Roses Posnania Poznań zwyciężyły Diablice Ruda Śląska 31:7.
Końcowa klasyfikacja turnieju:
| Pozycja    | Drużyna                     | Liczba punktów do klasyfikacji | Uwagi               |
| Ekstraliga | Ekstraliga                  | Ekstraliga                     | Ekstraliga          |
| ---------- | --------------------------- | ------------------------------ | ------------------- |
| 1.         | Biało-Zielone Ladies Gdańsk | 30                             |                     |
| 2.         | Legia Warszawa              | 28                             |                     |
| 3.         | Black Roses Posnania Poznań | 26                             |                     |
| 4.         | Diablice Ruda Śląska        | 24                             | spadek do I ligi    |
| I liga     |                             |                                |                     |
| 5.         | KS Budowlani Łódź           | 22                             | awans do ekstraligi |
| 6.         | Legia II Warszawa           | 20                             |                     |
| 7.         | Rugby Kraków                | 18                             |                     |
| 8.         | Venol Atomówki Łódź         | 16                             | spadek do II ligi   |
| II liga    |                             |                                |                     |
| 9.         | Arka Gdynia (rugby)         | 14                             | awans do I ligi     |
| 10.        | AZS AWF Warszawa            | 12                             |                     |
| 11.        | Amazonki Budowlani Lublin   | 10                             |                     |
| 12.        | Alfa Bydgoszcz              | 8                              |                     |

### Ósmy turniej
Ósmy, ostatni turniej mistrzostw rozegrano 20 maja 2023 w Warszawie. Wzięło w nim udział 12 drużyn. Zwycięzcą zostały Biało-Zielone Ladies Gdańsk. Za najlepszą zawodniczkę turnieju uznano reprezentantkę zwyciężczyń Sylwię Witkowską. W finale Biało-Zielone pokonały Legię Warszawa 12:10, a w meczu o trzecie miejsce KS Budowlani Łódź zwyciężyli Black Roses Posnania Poznań zwyciężyły 26:14.
Końcowa klasyfikacja turnieju:
| Pozycja    | Drużyna                     | Liczba punktów do klasyfikacji | Uwagi               |
| Ekstraliga | Ekstraliga                  | Ekstraliga                     | Ekstraliga          |
| ---------- | --------------------------- | ------------------------------ | ------------------- |
| 1.         | Biało-Zielone Ladies Gdańsk | 30                             |                     |
| 2.         | Legia Warszawa              | 28                             |                     |
| 3.         | KS Budowlani Łódź           | 26                             |                     |
| 4.         | Black Roses Posnania Poznań | 24                             | spadek do I ligi    |
| I liga     |                             |                                |                     |
| 5.         | Legia II Warszawa           | 22                             |                     |
| 6.         | Rugby Kraków                | 20                             | awans do ekstraligi |
| 7.         | Diablice Ruda Śląska        | 18                             |                     |
| 8.         | Arka Gdynia (rugby)         | 16                             | spadek do II ligi   |
| II liga    |                             |                                |                     |
| 9.         | Venol Atomówki Łódź         | 14                             | awans do I ligi     |
| 10.        | AZS AWF Warszawa            | 12                             |                     |
| 11.        | Alfa Bydgoszcz              | 10                             |                     |
| 12.        | Amazonki Budowlani Lublin   | 8                              |                     |

### Łączna klasyfikacja
Łączna klasyfikacja mistrzostw:
| Pozycja | Drużyna                     | Liczba punktów |
| ------- | --------------------------- | -------------- |
| 1.      | Biało-Zielone Ladies Gdańsk | 240            |
| 2.      | Legia Warszawa              | 224            |
| 3.      | Black Roses Posnania Poznań | 190            |
| 4.      | Diablice Ruda Śląska        | 178            |
| 5.      | KS Budowlani Łódź           | 172            |
| 6.      | Legia II Warszawa           | 172            |
| 7.      | Rugby Kraków                | 158            |
| 8.      | AZS AWF Warszawa            | 124            |
| 9.      | Arka Gdynia (rugby)         | 114            |
| 10.     | Venol Atomówki Łódź         | 108            |
| 11.     | Alfa Bydgoszcz              | 76             |
| 12.     | Amazonki Budowlani Lublin   | 52             |